# 須川栄三
須川 栄三（すがわ えいぞう、1930年〈昭和5年〉9月8日 - 1998年〈平成10年〉10月2日）は、日本の映画監督、脚本家。代表作に『野獣死すべし』『君も出世ができる』『蛍川』など。

## 略歴
大阪府大阪市西区新町で石綿（アスベスト）製造販売業の家に生まれ、旧制大阪府立八尾中学校（現・大阪府立八尾高等学校）、旧制姫路高等学校（現・神戸大学）を経て、1953年（昭和28年）東京大学経済学部を卒業し、東宝に入社。映画界入りのきっかけは、終戦直後の日本に大量に輸入された外国映画の洗礼を受けたことだった。
助監督時代に執筆したシナリオ『危険な英雄たち』が、1957年に鈴木英夫監督、石原慎太郎主演によるピカレスク（悪漢小説）・ドラマ『危険な英雄』として製作・公開され、シナリオも書ける助監督の有望株として評価を受ける。
1958年9月、東宝助監督会を中心にして起こった、石原慎太郎の監督起用反対運動に対する会社側の解決策として、岡本喜八とともに監督に昇進。当時、チーフ助監督として長い下積み期間を要した助監督たちの中にあって、須川は成瀬巳喜男監督の『鰯雲』1本のみしかチーフ助監督を経験しておらず、入社から5年、27歳での異例のスピード昇進であった。デビュー作は、同年の『青春白書 大人には分らない』。
1959年の第2作『野獣死すべし』では、若いスタッフが中心となってクールなピカレスク・ロマンを作り上げ、日本映画のヌーヴェル・ヴァーグと絶賛されるが、主人公（仲代達矢）の完全犯罪が成功する結末は、映倫に修正を要求されるなど物議を醸した。
日本映画には珍しい、洗練されたハードボイルド・タッチの作品を得意とする一方、日本独自のミュージカル映画を作る野心も持ち、1964年には渡米して本場のミュージカルを研究するなどし、その成果を踏まえて本格ミュージカル映画『君も出世ができる』を監督。また、松本清張原作の『けものみち』では、政界を巻き込んだスケールの大きな犯罪劇をクールに描き、植木等主演の「日本一（の男）シリーズ」の監督に起用されると、戦後史を織り交ぜたブラック・コメディ『日本一の裏切り男』、アングラ風味で世相を描いた『日本一の断絶男』の2本を監督した。
1976年、東宝を退社して独立プロダクション「須川栄三プロダクション」を設立。翌年、ATGとの提携により井上ひさしの戯曲を映画化した『日本人のへそ』を製作・公開するが、その後はテレビドラマの演出、脚本が中心となる。
1987年、10年ぶりに映画『蛍川』を手掛ける。遺作は山田太一原作の『飛ぶ夢をしばらく見ない』。
晩年、東京の名画座「大井武蔵野館」で特集上映が組まれた。
また、テレビドラマの脚本家として、NHKのドラマ『鋳型』で1963年（昭和38年）文化庁芸術祭賞、同局のドラマ銀河テレビ小説『父と娘の季節』で放送批評家賞（ギャラクシー賞）を受賞している。

## 人物
私生活では無宗教を貫き、1969年に女優の真理明美と再婚した際には「愛の契約書」を交わして挙式に代えた。また、映画作りにおいては妥協を許さない独自のこだわりを貫き、文芸映画を撮った際には原作者と衝突することもあった。『僕たちの失敗』では原作者の石川達三と衝突し、石川は「私はあんな屈辱に耐えたことはない」と激怒したという。

### 妻の薬物中毒死を映画に
なお、最初の妻は女優の清水谷薫で、睡眠薬を服用して急死したといい、脚本家の白坂依志夫は「葬式に駆け付けると、誇大妄想癖が少しあった（劇作家の）寺山修司が、私（白坂）の横にいてささやいた。“須川の奴、モテ余して殺したんだよ。あの奥さんを”」と書いている（月刊誌シナリオ2008年6月号別冊）。
また、大衆文化評論家の指田文夫は、須川の映画『ブラック・コメディ ああ!馬鹿』（1969年）に狂言自殺や睡眠薬で眠った娘を抱えて彷徨い続けるシーンが登場する理由は、須川が「妻の呼吸がおかしいので病院に運び込む」体験したことをヒントにして、「変名“リチャード・スティガー”を使って原作を書いた」と分析。キネマ旬報の元編集長植草信和も、怪優小沢昭一の演じる「まさにブラックな不条理劇」で「ミステリアスで不気味なシーンが多い映画」の因果関係について言及している。

## 作品

### 映画
- 危険な英雄（1957年、監督＝鈴木英夫）※脚本
- 青春白書 大人には分らない（1958年）
- 野獣死すべし（1959年、原作＝大藪春彦）
- 山のかなたに（1960年、原作＝石坂洋次郎）
- みな殺しの歌より 拳銃よさらば!（1960年、原作＝大藪春彦、脚本＝寺山修司）
- 愛と炎と（1961年、原作＝石原慎太郎）
- ある大阪の女（1962年、溝口健二監督作品『浪華悲歌』のリメイク）
- 僕たちの失敗（1962年、原作＝石川達三）
- 太陽は呼んでいる（1963年、原作＝井上靖）
- 君も出世ができる（1964年）
- けものみち（1965年、原作＝松本清張）
- 颱風とざくろ（1967年、原作＝石坂洋次郎）
- サラリーマン悪党術（1968年）
- 日本一の裏切り男（1968年）
- ブラック・コメディ ああ!馬鹿（1969年、原作＝リチャード・スティガー）
- 日本一の断絶男（1969年）
- 百万人の大合唱（1972年、原作＝秋吉茂）
- 野獣狩り（1973年）
- 野獣死すべし 復讐のメカニック（1974年、原作＝大藪春彦）
- 日本人のへそ（1977年、原作＝井上ひさし）
- 螢川（1987年、原作＝宮本輝）
- 流転の海（1990年、原作＝宮本輝、監督＝斎藤武市）※脚本
- 飛ぶ夢をしばらく見ない（1990年、原作＝山田太一）

### テレビドラマ
- テレビ劇場『あなたの隣はだあれ』（1962年・NHK）※脚本
- 夫婦百景（1962年・日本テレビ）※脚本
- おかあさん（1963年・TBS）
  - 第168回『鏡の中の鏡』（演出＝実相寺昭雄）※脚本
- 芸術祭参加作品『鋳型』（1963年・NHK、演出＝和田勉）※脚本
- 東京の空（1964年・NHK）※脚本
- 松本清張シリーズ『顔』（1966年・関西テレビ）※脚本
- ナショナルゴールデン劇場『霧の旗』（1967年・NET）※脚本
- 怪奇大作戦「伝説の海」（1968～9年・TBS）※脚本/未制作
- 銀河ドラマ『父と娘の季節』（1969年・NHK）※脚本
- 銀河ドラマ『てんてこまい』（1971年・NHK）※脚本
- はだれゆき（1973年・NHK）※脚本
- 銀河テレビ小説『すべって転んで』（1973年・NHK）※脚本
- 犯される（1977年・日本テレビ、監督＝井上芳夫）※脚本
- 土曜ワイド劇場『悪夢 恋人たちの24時』（1977年・テレビ朝日）※挿入歌の作詞も担当
- 特捜最前線  (1978年・テレビ朝日）※第52話監督
- 土曜ワイド劇場『青春の荒野』（1978年・テレビ朝日）
- 七人の刑事（1978年・TBS）※脚本
- 大空港（1978年～1980年・フジテレビ）※第42話脚本（山崎晶子と共同）
- 人はそれをスキャンダルという（1978年・TBS）※第3、5話監督
- 土曜ワイド劇場『翔んでる女が消えた!善福寺池バラバラ殺人事件』（1979年・テレビ朝日、監督＝丸山誠治）※脚本
- 黒岩重吾シリーズ『愛の装飾』（1980年・毎日放送）※1～3話監督。4～6話は小沼勝監督。
- 警視-K（1980年・日本テレビ）※第7話監督。
- 土曜ワイド劇場『家元連続殺人事件・まぼろしの花』（1981年・テレビ朝日）※脚本
- 土曜ワイド劇場『料理教室殺人事件 卵のトリック』（1981年・テレビ朝日、監督＝斎藤武市）※脚本
- 土曜ワイド劇場『二人の妻を持つ男 殺人証明』（1982年・テレビ朝日）
- 月曜ワイド劇場『血液型などこわくない!』（1983年・テレビ朝日）
- 木曜ゴールデンドラマ『死の彼方までも』（1983年・よみうりテレビ）※脚本
- 土曜ワイド劇場『火の坂道 乳母車はいつも5分前に通る 妻と別れてあの女と…未亡人の肉体は悪魔』（1983年・テレビ朝日）
- 月曜ワイド劇場『雲の階段  ニセ医師をめぐる女二人』（1983年・テレビ朝日）
- 土曜ワイド劇場『窓の中の殺人 離婚した女 嫌いな前夫が私を犯す…』（1983年・テレビ朝日）※脚本
- 母と呼ばれて（1984年・東海テレビ）※脚本
- 土曜ワイド劇場『授業参観の女 生徒の母がコールガール!?まじめ教師のたった一度の非行』（1984年・テレビ朝日）※脚本
- 別れた妻（1985年・東海テレビ）※脚本
- 火曜サスペンス劇場『向日葵は知っていた』（1985年・日本テレビ、監督＝木下亮）※脚本
- 土曜ワイド劇場『赤いドレスの女 ファッションデザイナー殺人事件』（1985年・テレビ朝日）※脚本
- 火曜サスペンス劇場『逢うときはいつも他人』（1985年・日本テレビ、監督＝木下亮）※脚本
- 夏樹静子サスペンス（1986年・関西テレビ）※脚本
  - 『崖の上の女』
  - 『質屋の扉 密室殺人!男と女の危険な夜』
  - 『睡魔』
- 土曜ワイド劇場『森村誠一の異常の太陽』（1986年・テレビ朝日、監督＝田中登）※脚本
- 土曜ワイド劇場『秋の特別企画 小樽殺人事件 北海道～能登～安曇野 黒揚羽蝶は死の予告!オタモイ岬の女』（1986年・テレビ朝日）※脚本
- 夏家族（1987年・東海テレビ）※脚本
- 土曜ワイド劇場『奈良大和路茶の湯の旅 家元相続をめぐる女たちの華麗な闘い「野だて殺人が…」』（1987年・テレビ朝日）※脚本
- ザ・ドラマチックナイト『一日未亡人 不信の夫婦にせまる殺人者の罠』（1987年・フジテレビ）※脚本
- 木曜ゴールデンドラマ『死者からの使者』（1988年・よみうりテレビ）※脚本（佐伯けいと共同）
- 砂の家（1989年、東海テレビ）※脚本
- 土曜ワイド劇場『北陸越前海岸、女たちの華麗な闘い ルビー、赤い炎の殺意』（1989年・テレビ朝日）※脚本
- 木曜ドラマ『私を海まで流して』（1990年・テレビ朝日）
- おんなの砦（1991年・東海テレビ）
- 凪の光景（1992年・東海テレビ）
- 土曜ワイド劇場『森村誠一の完全犯罪の使者 伊良湖、恋路ケ浜に浮かんだ二つの死体!切り取られた思い出帳に謎が…』（1993年・テレビ朝日）※脚本
- 土曜ワイド劇場『北の果て襟裳岬婚約旅行殺人事件』（1993年・テレビ朝日）※脚本
- ドラマ30『トツゼン親娘』（1995年・CBC）※脚本
- 松本清張ドラマスペシャル『白い闇 十和田湖奥入瀬殺人事件 消えた夫を捜す女の情念が完全犯罪を暴く』（1996年・テレビ東京）※脚本
- 土曜ワイド劇場『日舞名門-家元相続殺人事件!八百屋お七火だるま殺人、驚異のトリック!』（2002年・テレビ朝日）※『家元連続殺人事件・まぼろしの花』リメイク作品